# أليس فولر
اليس فولر (بالإنجليزية: Alys Fowler)‏ هي مقدمة تلفزيونية بريطانية، ولدت في 1978.